# Винный (Астраханская область)
Ви́нный (также встречается вариант названия Ви́нное) — посёлок в Володарском районе Астраханской области, является центром и единственным населённым пунктом муниципального образования «Посёлок Винный» со статусом сельского поселения. Более 62% населения составляют казахи, в посёлке также проживают русские, белорусы, татары и представители других этнических групп.

## География
Посёлок расположен в дельте Волги, его южная часть выходит к реке Белый Ильмень, северная — к Прямой Картубе. Винный находится в 21 километре к северо-западу от райцентра Володарского и в 23 километрах к северо-востоку от Астрахани. Ближайший к посёлку крупный населённый пункт — село Красный Яр, расположенное в 9 километрах к северо-востоку от него.

### Улицы
Уличная сеть посёлка представлена пятнадцатью именованными улицами: Береговая, Дальняя, Зелёная, Зои Космодемьянской, Лати Каримова, Лесная, Мира, Молодёжная, Набережная, Некрасова, Новая, Октябрьская, Пушкина, Советская, Чехова.

## История
Первые упоминания о посёлке относятся к 1918 — 1920 годам. С 1932 года посёлок Винный входил в состав Хуторского сельского Совета c центром в селе Новый Рычан. На военной карте 1941 года посёлок обозначен как Мясокомбинат. В 1981 году был образован Винновский сельский Совет народных депутатов исполнительного комитета. В 1996 году образовано муниципальное образование «Посёлок Винный». 6 августа 2004 года в соответствии с Законом Астраханской области № 43/2004-ОЗ муниципальное образование «Посёлок Винный» наделено статусом сельского поселения.
В 2000 году на центральной площади посёлка был установлен памятник двадцати двум землякам-винновцам, погибшим и пропавшим без вести на Великой Отечественной войне.

## Инфраструктура
В посёлке расположены администрация сельсовета, почтовое отделение, дом культуры, общеобразовательная школа, библиотека, фельдшерско-акушерский пункт и несколько продуктовых магазинов.
В советское время в посёлке действовал крупный колхоз, в 1990-х он был приватизирован, несколько раз менял владельца, после чего окончательно закрылся. Сегодня часть населения занимается сельским хозяйством на собственных участках, многие работают в названных выше бюджетных учреждениях или ездят на работу в город или более крупные посёлки.

### Транспорт
В центральной части Винного расположена автобусная остановка, на которой с 06:30 до 19:30 с интервалом в десять-пятнадцать минут останавливаются пригородные маршрутки, соединяющие посёлок с Астраханью и Красным Яром.

## Население
| 2002 | 2010 | 2012 | 2013 | 2014 | 2015 | 2016 |
| ---- | ---- | ---- | ---- | ---- | ---- | ---- |
| 729  | ↗753 | ↘748 | ↗762 | ↘759 | ↗764 | ↗766 |
| 2017 | 2018 | 2019 | 2020 | 2021 |      |      |
| ↘756 | ↘751 | ↘738 | ↘727 | ↗822 |      |      |

### Этнический состав
| Национальность | Численность | Процент |
| -------------- | ----------- | ------- |
| Казахи         | 473         | 62,6%   |
| Русские        | 224         | 29,6%   |
| Белорусы       | 5           | 0,7%    |
| Татары         | 4           | 0,5%    |
| Кыргызы        | 3           | 0,4%    |
| Узбеки         | 3           | 0,4%    |
| Не указана     | 44          | 5,8%    |
| Всего          | 756         | 100%    |

## Фотогалерея

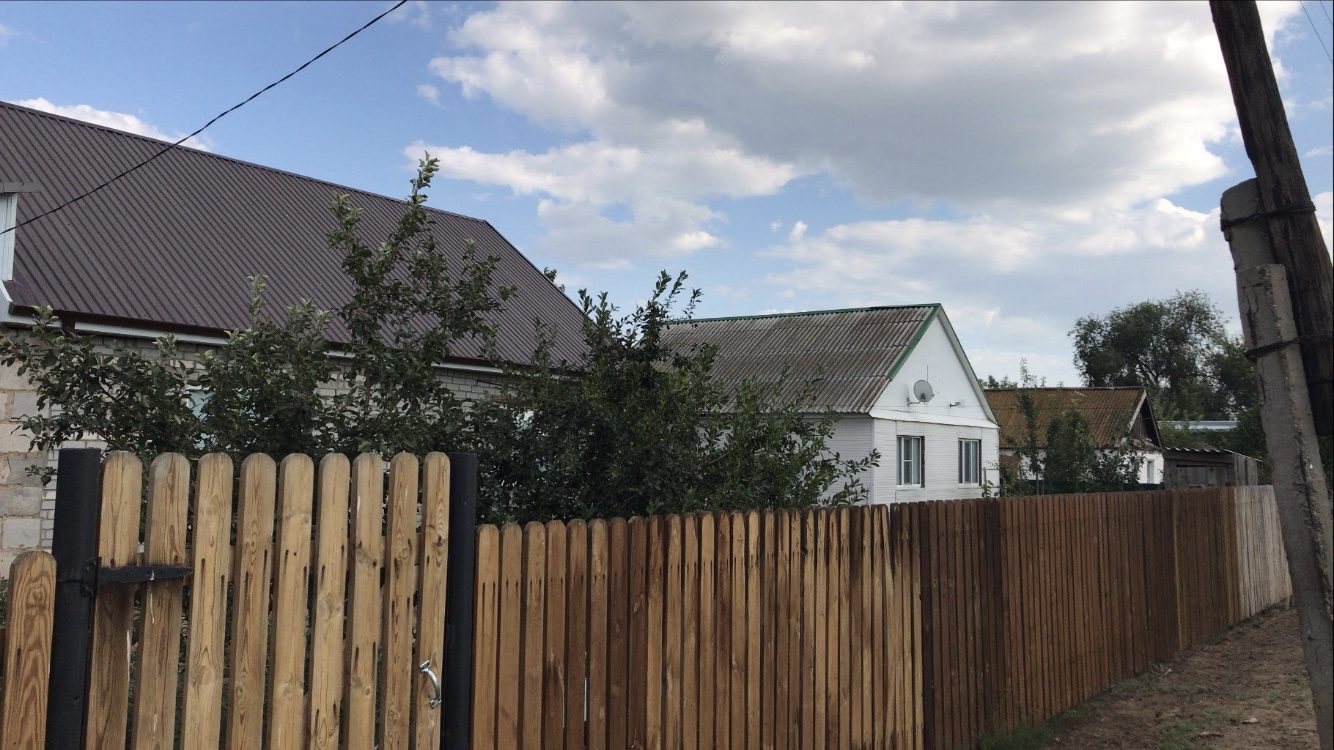
Жилые дома на Лесной улице
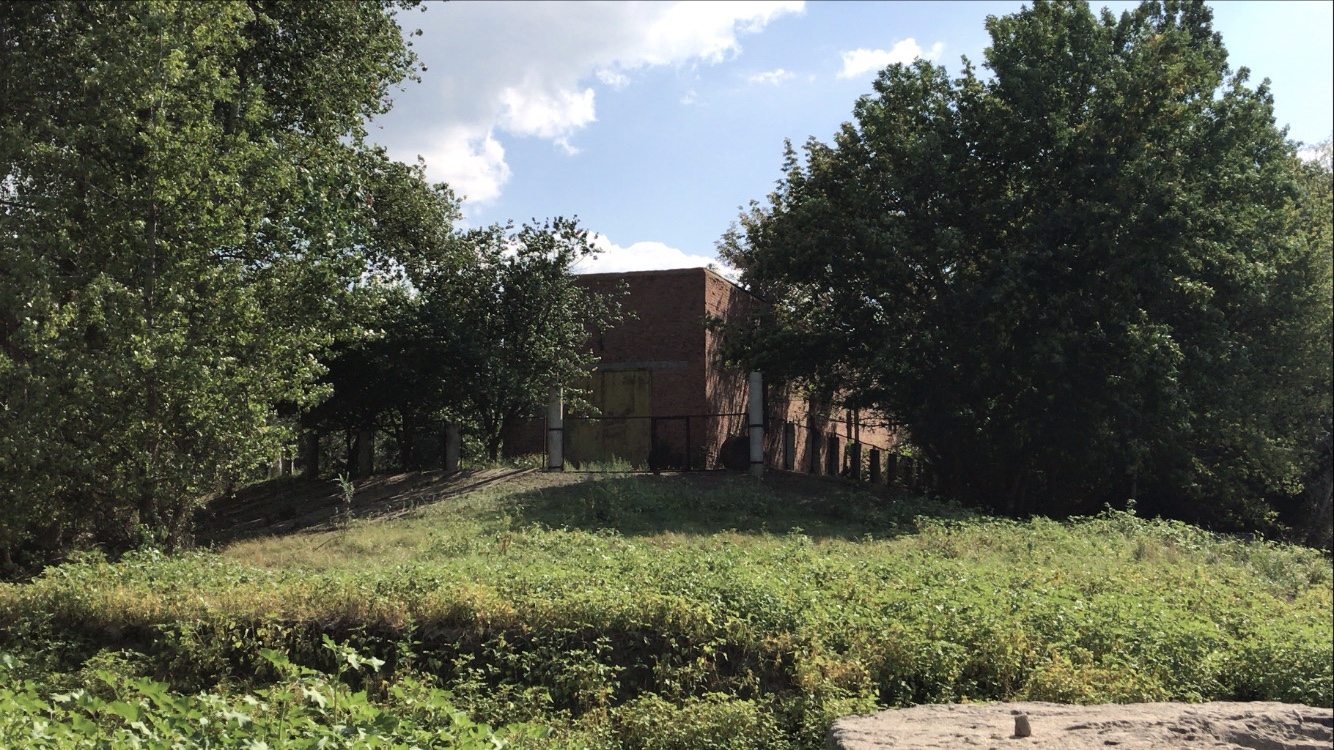
Заброшенная электростанция на берегу Прямой Картубы
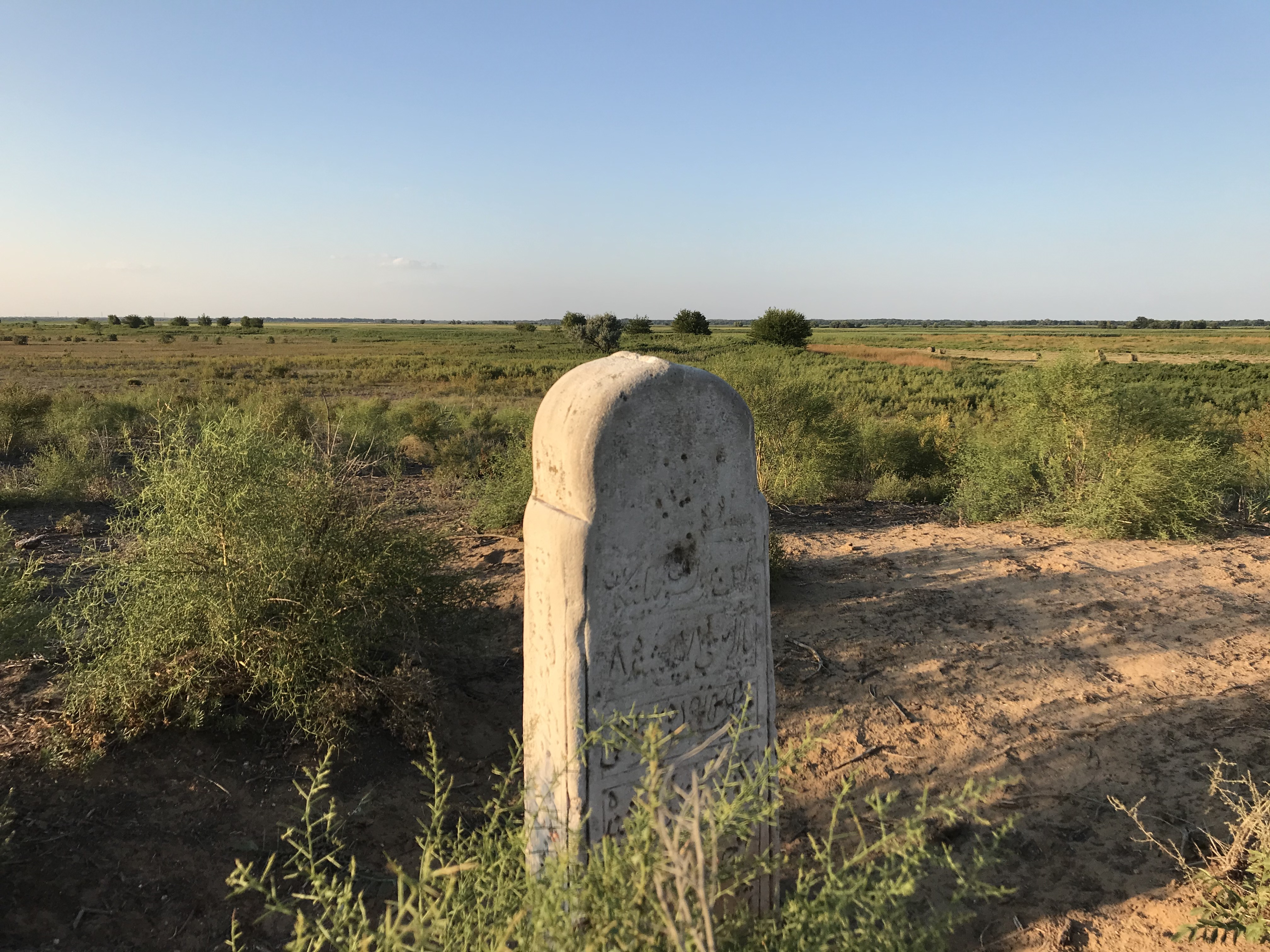
Фрагмент старого кладбища на бугре Шайтан-Тюбе к востоку от посёлка
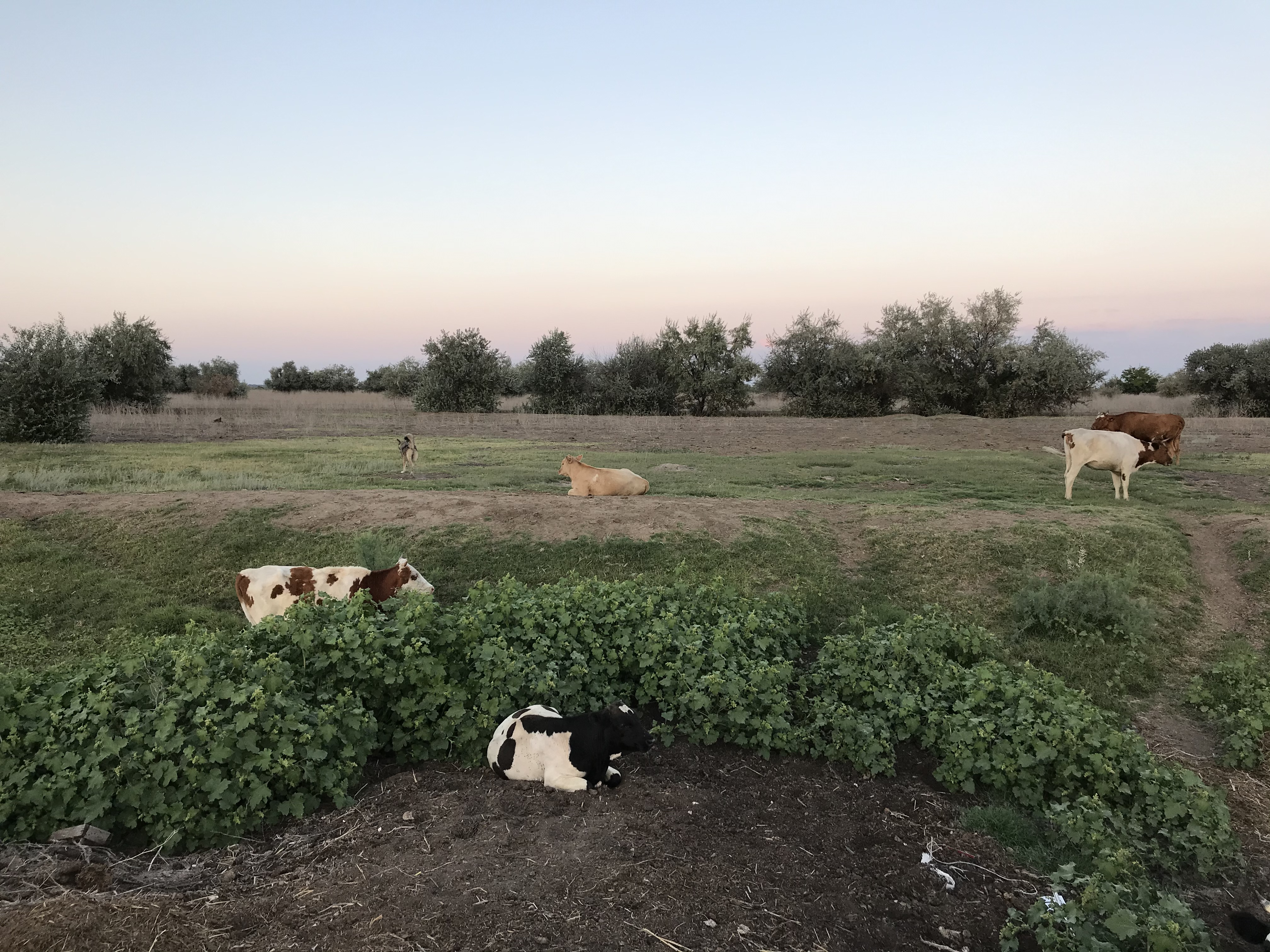
Коровы на бывших колхозных полях